# Marcilla
Marcilla (en euskera: Martzilla) es una villa y un municipio español de la Comunidad Foral de Navarra, situado en la merindad de Olite, en la comarca de la Ribera Arga-Aragón y a 57 km de la capital de la comunidad, Pamplona. Su población en 2024 fue de 2921 habitantes (INE).

## Toponimia
Según está documentado, el nombre primitivo de la localidad fue Marcela, acentuándose en la segunda sílaba. De aquí se pasó a Marciella con diptongación de la e breve acentuada, y finalmente el diptongo (ie) se redujo a i. Esto también ha sucedido en otros casos como en la palabra latina castellum que se trasformó en castiello y finalmente en castillo.
Marcela es un antropónimo que también ha dejado huella en otros nombres de localidades navarras como Marcaláin.
Como nota curiosa destacar que el sonido K del nombre original Marcela (pronunciado Markela en latín clásico) se transforma en Marcilla en una zona de habla romance mientras que en una zona de habla vascófona se transforma en Marcaláin.
El nombre la localidad aparece en documentación antigua de las siguientes maneras: Marcela (1252, Nomenclátor euskérico de Navarra (NEN); Marcella (1102, NEN):Marcieilla, Marçieylla, Marzieilla, Marzieylla (1257, 1268, 1350, 1366, NEN); Marciella, Marziella (1270, 1312, 1366, NEN); Marçella (1110, NEN); Marzilla (1280, NEN).
El gentilicio es marcillés o marcillesa aplicable al masculino y femenino respectivamente.

## Símbolos
El escudo de armas de la villa de Marcilla tiene el siguiente blasón:

Trae de azur y un castillo en la parte superior. En punta una cepa con su fruto en su color natural. En bordura de gules las cadenas de Navarra que Sancho el Fuerte donó a Marcilla.

este escudo fue introducido en el año 1942 y anteriormente su sello y escudo tenía el blasón siguiente:

Cuartelados en cruz: 1. las cadenas de Navarra de oro. 2. una cepa. 3. un castillo. 4. una pilastra.

## Geografía

Situación del municipio en Navarra

La villa de Marcilla está situada en la parte Sur de la Comunidad Foral de Navarra, en la cabecera del Valle del Ebro y el curso bajo del río Aragón a una altitud de 290 m s. n. m. Su término municipal tiene una superficie de 21,9 km² y limita al norte con el municipio de Falces, al este con los de Olite y Caparroso, al sur con el de Villafranca y al oeste con los de Funes y Peralta.
| Noroeste: Peralta | Norte: Falces    | Nordeste: Olite    |
| Oeste: Peralta    |                  | Este: Caparroso    |
| Suroeste: Funes   | Sur: Villafranca | Sureste: Caparroso |

## Historia
Exceptuando la posible presencia de una pequeña villa agrícola romana en el lugar donde hoy se asienta la localidad, a juzgar por restos de cerámica encontrados, realmente no se conocen datos de la existencia de Marcilla, como lugar poblado, tanto antes como durante la dominación romana.
Por exigencias de aquellos tiempos belicosos, forzaban a los naturales de la región a situar los pueblos en los montes, ya que ofrecían ventajas estratégicas (Falces -ya existía en el año 175 d. C.-, Funes, Peralta, Arlas, Caparroso, Ujué,...), por lo que la vega formada entre los ríos Arga y Aragón no estaba habitada.
Este debía ser un lugar muy húmedo (no propicio para ningún tipo de asentamiento humano) y estaría poblado de árboles, por no decir de una tupida "selva", donde se guarecerían muchos animales.
Los habitantes de las faldas de los montes que rodean la Vega bajarían a esta zona para obtener caza en abundancia (liebres, conejos, jabalíes, corzos, ciervos, garduñas, zorros, lobos, perdices, codornices... se cazaban en la vega de Marcilla en tiempos de Sancho V -1076- o de Teobaldo II -1265-) y posteriormente a explotarla para la agricultura, como lo demuestra la presencia de vasija de la época romana (siglo I al II) que denota la presencia de una pequeña villa agrícola romana dependiente de las de Falces o Arlás (Javier Imaz, Molinico nº33, 62-64), asentamiento que, de un modo temporal o quizás permanente, perduraría hasta la entrada de los bárbaros en la región.
Muy posiblemente, la presencia de dicha villa rural daría pie a la fundación de Marcilla por el rey visigodo Gundemaro hacia el año 610, mediante la instalación en dicho lugar de un monasterio.
De la mucha antigüedad de Marcilla
«De su fundación no hay más datos que la opinión de varios historiadores que unos remontan su antigüedad a la época del imperio romano, y otros al gótico, y aun hay quien la coloca después de la invasión de los árabes; de suerte que es imposible determinar su verdadero principio». Así se expresa José Nadal Gurrea, en su obra Glorias Navarras.
Esta Villa, situada al sur de la merindad de Olite, en Navarra, participa de las características de la Ribera. Sus orígenes son inciertos, datando las primeras noticias históricas dignas de crédito de la Edad Media. Entre ellas cabe señalar la concesión en 1120 por parte de Alfonso I el Batallador, de los mismos Fueros que disfrutaba Calahorra. Su sucesor, García Ramírez el Restaurador donó al obispo de Pamplona, don Lope, la villa de Marcilla. Posteriormente, en torno a 1160 por iniciativa de la esposa de Sancho el Sabio, doña Sancha, se funda un monasterio de monjas cistercienses, a quienes se les convierte en dueñas del señorío de Marcilla hasta el año 1407.
Anterior a estas fechas, dice el P. Fabo que «volviendo ya victorioso para Toledo (el rey godo Gundemaro), su Corte, al pasar por aquel sitio Ridiense, en donde venció primera vez a los arrianos, le vino de repente á su alma una inspiración del Cielo para que en aquel propio lugar edificase un Monasterio de Monjes bajo la regla del Legislador S. Benito, donde se colocase aquella devota Imagen de Santa María de la Blanca...». Basándose en el Rmo. P.M. Argaiz, monje benedictino de la Congregación de España y Coronista de su Religión, el padre Fabo sostiene que este monasterio corresponde con el de Marcilla. Siglo XV.

## Demografía
Marcilla cuenta con una población de 2921 habitantes (INE 2024).
| Gráfica de evolución demográfica de Marcilla entre 1842 y 2021                                                      |
| |
| Población de derecho según los censos de población del INE Población de hecho según los censos de población del INE |

## Economía
Pueblo industrial, con importante presencia agrícola y ganadera. Industria de transformación alimentaria, conserveras, productos congelados, platos precocinados, lavanderías industriales, industria de refrescos, etc.

## Administración y política
| Periodo   | Nombre                       | Partido | Partido                                   |
| --------- | ---------------------------- | ------- | ----------------------------------------- |
| 1979-1983 | Aurelio San Juan             |         | Agrupación de Electores (AE)              |
| 1983-1987 | Luis Murugarren              |         | Unión de Centro Democrático (UCD)         |
| 1987-1995 | Francisca Catalán Fabo       |         | Partido Socialista de Navarra (PSN-PSOE)  |
| 1995-1999 | María Jesús Moreno Garrido   |         | Agrupación Marcillesa Independiente (AMI) |
| 1999-2003 | Félix Ascasso                |         | Unión del Pueblo Navarro (UPN)            |
| 2003-2015 | José María Abárzuza          |         | Partido Socialista de Navarra (PSN-PSOE)  |
| 2015-2019 | Mario Fabo Calero            |         | Unión del Pueblo Navarro (UPN)            |
| 2019-2023 | Mario Fabo Calero            |         | Navarra Suma (NA+)                        |
| 2023-act. | María Esther Villanueva Úcar |         | Partido Socialista de Navarra (PSN-PSOE)  |

| Partido político                          | 2023  | 2023       | 2019               | 2019               | 2015  | 2015       | 2011  | 2011       | 2007  | 2007       | 2003  | 2003       | 1999  | 1999       | 1995  | 1995       |
| Partido político                          | %     | Concejales | %                  | Concejales         | %     | Concejales | %     | Concejales | %     | Concejales | %     | Concejales | %     | Concejales | %     | Concejales |
| Partido Socialista de Navarra (PSN-PSOE)  | 41,07 | 5          | 45,57              | 5                  | 46,31 | 5          | 39,51 | 5          | 40,36 | 5          | 45,72 | 5          | 37,01 | 4          | 34,28 | 4          |
| Unión del Pueblo Navarro (UPN)            | 43,87 | 5          | Navarra Suma (NA+) | Navarra Suma (NA+) | 46,85 | 6          | 29,82 | 3          | 43,88 | 5          | 35,05 | 4          | 47,53 | 6          | 24,59 | 3          |
| Izquierda-Ezkerra (I-E)                   | 12,30 | 1          | —                  | —                  | —     | —          | 6,13  | 0          | 12,81 | 1          | 16,32 | 2          | 12,92 | 1          | 16,02 | 2          |
| Navarra Suma (NA+)                        | —     | —          | 52,64              | 6                  | —     | —          | —     | —          | —     | —          | —     | —          | —     | —          | —     | —          |
| Agrupación Marcillesa Independiente (AMI) | —     | —          | —                  | —                  | —     | —          | 22,96 | 3          | —     | —          | —     | —          | —     | —          | 23,73 | 2          |

Las elecciones de 1987 las gana el PSN-PSOE, con mayoría absoluta. En la sesión constitutiva de la nueva Corporación, la socialista Francisca Catalán Fabo obtiene el apoyo de los concejales de su grupo más un voto proveniente de un concejal de otro grupo sin determinar, puesto que la votación es secreta. Por primera vez desde la Segunda República, una mujer preside el Consistorio.
En 1991, Francisca Catalán Fabo repite como alcaldesa, de nuevo con mayoría absoluta.
En las elecciones de 1995, el partido más votado es el PSN-PSOE, por tercera vez consecutiva. Sin embargo, pierde la mayoría absoluta de la que había gozado en las dos anteriores convocatorias, obteniendo cuatro concejales. El pacto suscrito entre UPN (tres concejales), IU (que se presenta por primera vez, obteniendo dos concejales) y la AMI (dos concejales) permite que la independiente María Jesús Moreno Garrido se convierta en alcaldesa, a pesar de ser la candidata menos votada en las elecciones.
En las elecciones de 1999, UPN obtiene por primera vez la alcaldía y lo hace con mayoría absoluta. No se presenta la AMI.
En 2003, el PSN-PSOE gana las elecciones municipales y obtiene cinco concejales. UPN pierde la mayoría absoluta y se queda con cuatro concejales. Gracias al apoyo de los dos concejales de IU, el socialista José María Abárzuza Goñi se convierte en alcalde.
En las elecciones de 2007, el partido más votado es UPN, pero empatado con el PSN-PSOE a cinco concejales. Completa el consistorio IU con un concejal. La renovación del pacto de la legislatura anterior entre socialistas e IU permite el mantenimiento en la alcaldía del candidato socialista, José María Abárzuza Goñi.
En las elecciones municipales celebradas el 22 de mayo de 2011, el PSN-PSOE conserva sus cinco concejales. UPN y la AMI obtienen tres concejales cada uno. IU no consigue los votos suficientes para conseguir un concejal y queda fuera del Consistorio. En la sesión constitutiva de la nueva Corporación, el socialista José Mª Abárzuza Goñi es reelegido alcalde por tercera vez consecutiva, al ser el candidato de la lista más votada en las elecciones.
A las elecciones municipales celebradas el 24 de mayo de 2015 concurren dos candidaturas: la presentada por el PSN-PSOE está encabezada por Juan Carlos Pejenaute Albo; la presentada por UPN la encabeza Mario Fabo Calero. Este último gana las elecciones por siete votos de diferencia, con lo que UPN consigue seis concejales, frente a los cinco que alcanza el PSN-PSOE.
A las elecciones municipales celebradas el 26 de mayo de 2019 concurrieron dos candidaturas: la presentada por el PSN-PSOE encabezada por Martín Fuentes Medina y la presentada por la coalición Navarra Suma con el vigente alcalde Mario Fabo Calero como candidato a la reelección. Navarra Suma resultó la opción ganadora repitiendo los mismos 6 escaños que había cosechado UPN en 2015, pero ampliando el porcentaje de voto popular recibido. El PSN repitió también los 5 concejales de 2015 bajando ligeramente el porcentaje de voto. Con estos resultados Mario Fabo Calero revalidó por mayoría absoluta el cargo de alcalde de Marcilla.
En las elecciones municipales celebradas el 28 de mayo de 2023 UPN es el partido más votado. Con una participación del 77.6%, los resultados les dan como ganadores tras recibir 688 votos y 5 escaños. Segundo queda el PSN-PSOE con 644 y 5 escaños y tercero queda Contigo Navarra-Zurekin Nafarroa con 193 y 1 escaño. VOX es la última fuerza política con 21 votos, no consigue los votos suficientes para conseguir un concejal y queda fuera del Consistorio.
El pacto de legislatura entre el Partido Socialista y el partido Contigo Navarra-Zurekin Nafarroa, permite que la socialista María Esther Villanueva Úcar sea la alcaldesa de Marcilla.

## Monumentos

### Monumentos religiosos
- Ermita de la Virgen del Plu

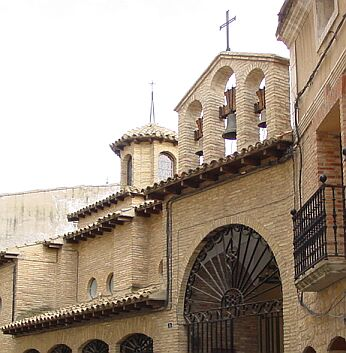
Capilla de la Virgen del Plu

Se encuentra en el centro del casco viejo urbano. Construido en el siglo XV, el edificio fue reconstruido en el siglo XVII. Presenta una planta de cruz latina con nave de tres tramos y cabecera semicircular que se cubre con una bóveda de medio cañón con lunetos, excepto en el crucero que se ha modificado para incorporar una linterna y la cabecera que lo hace con un cuarto de esfera moderno.
- Parroquia neoclásica de San Bartolomé

Iglesia reconstruida sobre otra de antigua edificación. La iglesia parroquial fue en su origen dedicada a San Bartolomé, apóstol, y estaba servida por un cura vicario y dos beneficiados, todos en representación del Cabildo de Barbastro (Aragón).
La parroquia de San Bartolomé es el principal lugar de culto de los marcilleses y su interior es moderno y funcional aunque con retablos y pinturas de otras épocas. Destaca una espléndida vidriera en honor a la Virgen del Plú, situada sobre el pórtico de entrada.
- Convento Agustinos Recoletos

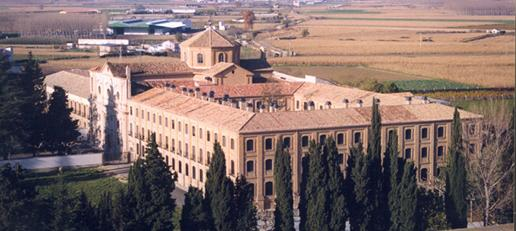
Convento de los Agustinos Recoletos

Los Agustinos Recoletos se establecieron en Marcilla en el siglo XIX. La parte antigua del actual Centro Filosófico-Teológico había sido monasterio cisterciense, anexionado a la abadía de la Oliva. El ala derecha del presente edificio es obra del siglo XVIII. En 1835, a causa de la exclaustración y desamortización de Mendizábal, los monjes bernardos deben abandonar el monasterio, pasando su propiedad a la familia de José Francisco Elorz. El 17 de septiembre de 1865 se instala la nueva comunidad de Agustinos Recoletos.
El 13 de octubre de 1982 el Centro quedó afiliado a la Facultad de Teología de la Universidad de Navarra.
- Convento Madres Concepcionistas

Localizado a las afueras de la población, actualmente ha sido remodelado y ampliado considerablemente para utilizarlo como retiro de religiosas de la Orden Concepcionistas Misioneras de la Enseñanza. también funciona como noviciado. Dentro de los planes de la congregación está el próximo traslado del museo que poseen en Madrid a Marcilla. Dentro del edificio podemos destacar su bonita capilla así como una imagen entrañable de su fundadora y Beata: Carmen Sallés, actualmente en proceso de canonización.

### Monumentos civiles
- Castillo-palacio

El castillo-fortaleza de Marcilla, del siglo XV, está situado en el corazón de la Villa, junto a la plaza del Ayuntamiento. De estilo gótico, forma un monumental bloque de planta cuadrada con un alto pedestal de sillar en talud y el resto de ladrillo. En los cuatro ángulos del cuadrado se elevan unos fuertes torreones. La macicez de esta obra se ve aliviada por una serie de vanos rectangulares que han sido muy modificados a lo largo del tiempo, quedando restos de algunos de medio punto, hoy cegados, y otro apuntado en el lado oeste. El castillo tenía en su interior un patio de armas en torno al cual se distribuían las dependencias.

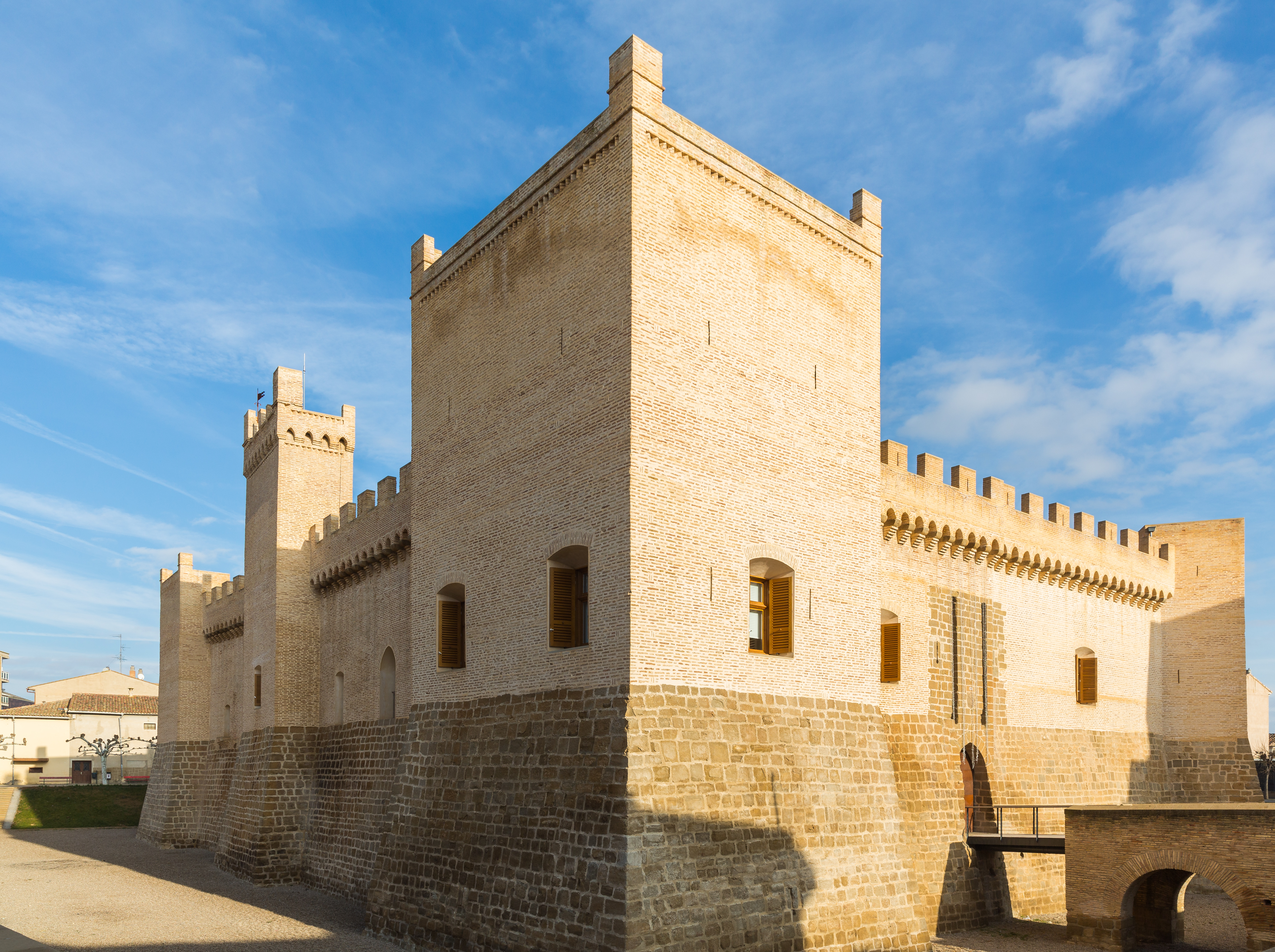
El castillo de Marcilla restaurado

Breves apuntes históricos (fuente: J. L. Perales)
Tras la muerte de mosén Pierres el Joven, el señorío de Falces pasó a manos de su nieto Alonso Carrillo de Peralta. Este fue en realidad el primer marqués de Falces, ya que hasta 1513 aquel conjunto de propiedades acumuladas por los mosén Pierres en la Ribera Alta constituían un señorío. Este llevaba el nombre del pueblo más importante de la zona, pero tenía la cabeza en el castillo de Marcilla.
Concretamente, el 30 de abril de 1513 tuvo lugar en Valladolid la entrega formal a don Alonso Carrillo de los cuarteles y alcábalas del marquesado, incluida la espada Tizona del Cid, que permaneció en custodia en la armería del castillo hasta 1947 (hoy se encuentra en el Museo de Burgos). Sin embargo, Alonso Carrillo acabó volviéndose contra los reyes católicos, sobre todo cuando estos ordenaron el derribo de las fortalezas navarras, por ser éstas «un potencial obstáculo a la integración de Navarra en Castilla». En este contexto se inscribe el legendario episodio protagonizado en 1516 por Ana de Velasco (la esposa de Alonso Carrillo), que impidió el derribo del castillo de Marcilla al enfrentarse a las tropas castellanas del coronel Villalva.
Cuenta la leyenda que la marquesa recibió a los castellanos con sus mejores galas. Preparó suculento banquete, acompañado de vino abundante, y al término del mismo, preguntó cordialmente al emisario, Hernando Villar, a qué se debía la visita. «Este último en atención al trato recibido, invitó a la esposa del marqués a que abandonara el castillo sin violencia, para proceder al derribo de las torres», recuerda Azcona. Entonces, la señora cambió el gesto, y contestó en tono altivo que quien debía abandonar la fortaleza era él y sus milicias, a quienes perdonaba la vida. Confundidos por la astucia y determinación de la dama, los castellanos se marcharon del castillo, dejándolo intacto. 
El castillo estuvo en ruinas y fue recientemente restaurado, finalizando las obras en mayo de 2012.

## Cultura

### Fiestas y eventos
- Fiestas de la Juventud (último fin de semana de abril).
- Fiestas pequeñas. En honor de la Virgen del Plú (4, 5 y 6 agosto).
- Fiestas grandes. En honor de San Bartolomé (23 al 30 de agosto). Durante estas fiestas, se realiza el famoso Campeonato mundial de lanzamiento de Rabiosa (azada) en los fosos del castillo.
- Romería a Santa Rita (22 de mayo).
- Feria de Artesanía y la Feria del Caballo (antigua feria de ganado) (12 de octubre).

### Gastronomía
Los platos naturales están compuestos por productos típicos de la tierra como son las menestras de verduras, pimientos del piquillo, ajos tiernos, y excelentes verduras cocinadas y condimentadas tales como el cardo, tanto el que es para cocer como el que se come en ensalada (variedad roja), achicoria, berza, pellas, espárragos, alcachofas, etc. En carnes tendremos que degustar el cordero al chilindrón, los calderetes y las costillas de cordero a la brasa. Tampoco nos olvidaremos de los típicos roscos de San Blas se hacen para esta festividad, son duros y la tradición religiosa les atribuye propiedades curativas para la garganta, las alpargatas (hojaldres) y los chupadores de la feria (caramelo de color rojo sujetado con un palo y de diversas formas).

### Deporte

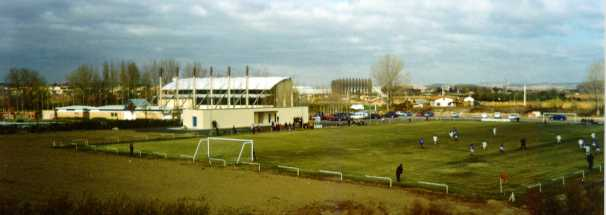
Complejo deportivo

En cuanto al deporte y esparcimiento Marcilla y sus alrededores ofrecen unas condiciones óptimas para la práctica de diversos deportes, tanto de competición como de simple esparcimiento.
Marcilla está integrada en la Comarca Deportiva "«Ribera Media»" integrada por los Ayuntamientos de Peralta, Andosilla, Azagra, Cárcar, Falces, Funes, y San Adrián.
En las cercanías del río Aragón se encuentra la ciudad deportiva: Se trata de una ambicioso proyecto local del que ya están construidos los accesos, las piscinas, con amplia zona verde, el frontón cubierto con sus vestuarios, el campo de fútbol del Aurora (nombre que recibe el equipo de fútbol de Marcilla) con vestuarios, campo de fútbol 7, pistas de tenis, pistas cubiertas de Pádel, parque infantil, parque de calistenia, zona de esparcimiento (con asadores y merenderos), zona de esparcimiento canino y zona para el aparcamiento de Autocaravanas. Todo ello dentro de un entorno agradable y natural que está dotado de todas las infraestructuras (pavimentación, luz, agua, wifi, aparcamientos, bar, terraza, zona verde), en recinto cerrado.
El pueblo ofrece un pabellón municipal cubierto, en el centro de la villa, en el que se pueden practicar todo tipo de deportes.
Paseo del Motarrón y la Presa.
Para los amantes del paseo, en Marcilla está implantada la sana costumbre de «ir a andar» sobre un recorrido de más de 3 km sobre un camino limpio y asfaltado, que partiendo de la localidad, se visita la zona deportiva, el puente del río Aragón y la alameda que trascurre por la mota del río, así hasta retornar otra vez al pueblo. El recorrido lo practican muchos paseantes, sobre todo por las tardes y en él se respira paz, quietud, tranquilidad..., todo ello por unos parajes muy bonitos gracias a las choperas y álamos que hay a lo largo del camino, y por la ribera del río.

### Senderismo
A 5 km de la villa, y en el monte de Funes, se encuentra Peñalén. Por una ruta recientemente señalizada podemos acercarnos hasta lo alto de este impresionante cortado situado en la confluencia de los dos ríos más importantes de Navarra: Arga y Aragón, y ver a vista de pájaro el extenso valle que se extiende bajo nuestros pies, así como los dos ríos con sus cultivos y las poblaciones ribereñas.
El Gobierno de Navarra y el consorcio Eder han creado una ruta de senderismo rural en la zona del Montico, a unos 3 km de la población, aprovechando las fantásticas vistas que hay sobre el Aragón. La longitud del recorrido es de 5,4 km, con un desnivel de 100 m, y transcurre entre pinares de repoblación sobre un camino perfectamente señalizado. Merece la pena visitar el Mirador, situado en el mismo cortado sobre el río, a una altitud de más de 80 m.
Grupo Scout Gundemaro
Grupo católico de scouts que está formado por niños de la localidad. Entre sus actividades más destacadas, señalar sus excursiones y acampadas, su colaboración en la organización del día del Medio Ambiente, Hogueras de San Juan, etc.

### Leyendas
Es conocida la leyenda, según la cual la marquesa Ana de Velasco se enfrentó valerosamente en 1516 a las gentes de armas del coronel Cristóbal Villalba, impidiendo que se llevase a cabo la demolición de la fortaleza, decretada por el Cisneros. Los castellanos, tras conquistar Navarra, ordenaron la demolición de la mayoría de los castillos (por orden general del cardenal Cisneros).
En el de Marcilla mandaba la marquesa de Falces. Al ser informados de la llegada del coronel Villalba, Doña Ana ordenó aprovisionarse de víveres y disponerse para la defensa. Cuando llegó al Castillo le tributó un gran recibimiento, preparó un banquete y los castellanos se embriagaron. En atención al trato recibido, Cristóbal Villalba quiso permitir a la dama salir de la fortaleza con sus pertenencias y servidumbre. La heroína le respondió en tono altivo que era ella la que concedía la vida, y ordenó a sus hombres detener a los intrusos. Desarmados y avergonzados, los castellanos tuvieron que abandonar el Castillo, humillados por la astucia de Doña Ana de Velasco. Un poema relata la aventura de Villalba y acaba así:
"Si fue milagro, no sé
Pero de su gloria el brillo
En Marcilla hollado fue.
Juró arrasar el Castillo....
... Y el Castillo sigue en pie"
De esta leyenda, la cineasta marcillesa Ana Murugarren realizó en 2012 una divertida tvmovie, La Dama Guerrera, emitida por ETB y protagonizada por Ylenia Bagliettto, Mikel Losada y Lander Otaola.

## Personas célebres
- Fermín de Marcilla participó, junto con sus vasallos, en la batalla de las Navas de Tolosa (Jaén). Por esa acción, el rey de Navarra le concedió a la villa el colocar en su escudo de armas las cadenas de las Navas.
- Alonso Carrillo de Peralta y Acuña (1467-1533), I marqués de Falces, del Consejo Real de Navarra, camarero mayor de la casa real, condestable, mariscal y mayordomo mayor de Navarra
- Juan Manuel Fernández Pacheco, marqués de Villena (8 de septiembre de 1650- 29 de junio de 1725), fundador de la RAE. Hijo de Diego López Pacheco, marqués de Villena, duque de Escalona. Tiene dedicada una plaza en el centro del pueblo.
- Antonio de Peralta y Velasco (1546-1596), IV marqués de Falces, hijo de Gastón de Peralta y Ana de Velasco, recibió diversos títulos y condecoraciones, aparte de los heredados de su padre, y ocupó cargos de elevada importancia en la Casa Real de Navarra y de la Casa Real Española bajo Felipe II.
- Félix Aramendía y Bolea (1856-1894) doctor en medicina y catedrático en la Universidad Central de Madrid.
- Padre Pedro Fabo (1 de julio de 1873 - 20 de junio de 1933 Roma) Agustino, historiador, biógrafo y etnólogo.
- Francisco "Paco" Fabo (18 de abril de 1936) pintor y escultor navarro.
- Ángel Laparte Fernández (1937-2012) ganadero navarro. Propietario de la ganadería más antigua de Navarra y, según los estudios del Gobierno de Navarra, el único propietario de los últimos Carriquiris.
- Antonio Sanjuan Garrido (4 de junio de 1947) pintor.
- Santiago Esparza Hermosilla (1956), exfutbolista del C.A. Osasuna y del Recreativo de Huelva. Jugaba en la posición de defensa.
- Félix Taberna Monzón (1961) político navarro y sociólogo, excoordinador general de Izquierda Unida de Navarra.
- Ana Murugarren (1965) Directora de cine.
- Francisco Villanueva Medina (1965), exfutbolista del Real Club Celta de Vigo y de la Selección Nacional sub-19. Jugaba en la posición de portero.